# 陳欽杰
陳欽杰（英語：Boby Yum-kit CHAN，1958年—），現時著名時裝品牌慕詩國際集團有限公司（港交所：0130）董事會主席，以及創辦人，屬於徐巧嬌配偶和徐慶儀大舅。
出生於香港的陳欽杰，他結婚後，在1977年開設製衣廠，之後在1997年開始創立時裝品牌，名為「MOISELLE」品牌的，慕詩國際集團有限公司，並安排在2002年於香港交易所上市，造就女性時裝王國地位。
2001年獲香港工業總會頒發香港青年工業家、DHL南華早報香港商業獎之東主營運獎，香港工業專業評審局頒授2004年副院士證書。2006年獲世界華商投資基金會頒發世界傑出華人獎。除此之外，被美國哈姆斯頓大學管理學博士榮譽學位。現時為亞洲知識管理協會院士，以及創意香港旗下設計智優計劃之評審小組成員。

## 連結
- 陳欽杰（徐巧嬌配偶）：緊守「有錢人」的崗位